# Ria (TV-pris)
Ria –TV-producenternas pris är ett svenskt TV-pris utdelat årligen sedan 2011 av Film- och TV-producenterna. Åren 2011–2013 hette priset endast TV-producenternas pris, men bytte 2014 namn till Ria.
Priset instiftades av Film- och TV-producenternas TV-avdelning för att hylla svensk TV-produktion och dess medarbetares prestationer i egenskap av att vara "världsledande när det gäller innovation och kreativitet inom TV-produktion". Det delades ut första gången i maj 2011 inom en mängd olika kategorier, som efterhand har utökats och även innefattar webb-TV-produktioner. I samband med en vidare utveckling och tydligare profilering på bland annat jämställdhetsfrågan bytte priset namn till "Ria – TV-producenterna pris" som en hyllning till den legendariska TV-personligheten och producenten Ria Wägner.